# Ommatius flavescens
Ommatius flavescens là một loài ruồi trong họ Asilidae. Ommatius flavescens được Scarbrough miêu tả năm 2003. Loài này phân bố ở vùng Tân nhiệt đới.